# Myiomela
Myiomela és un gènere d'ocells de la família dels muscicàpids (Muscicapidae).
Segons la Classificació del Congrés Ornitològic Internacional (versió 11.2, juliol 2021) aquest gènere està format per 3 espècies:
- Myiomela diana - Rossinyol de la Sonda.
- Myiomela leucura - Rossinyol cuablanc.
- Myiomela sumatrana.

Anteriorment es considerava que aquest gènere estava format per 4 espècies que provenien del gènere Cinclidium (M diana, M leucura, M albiventris i M. major), però dues d'aquestes es van desagregar en el nou gènere Sholicola (Sholicola albiventris i Sholicola major). Ja M. sumatrana no va ser creada fins al 2020 a partir del desmembrament d'una subespècie de M. diana.
Segons el Handook of the Birds of the World i la quarta versió de la BirdLife International Checklist of the birds of the world (desembre 2019), M sumatrana encara constituiria una subespècie de M. diana. En canvi, la subespècie del rossinyol cuablanc (M. leucura cambodiana), hauria de ser considerada una espècie separada:
- Myiomela cambodiana - Rossinyol de Cambodja.